# Trecase
Trecase é uma comuna italiana da região da Campania, província de Nápoles, com cerca de 9.179 habitantes. Estende-se por uma área de 6 km², tendo uma densidade populacional de 1530 hab/km². Faz fronteira com Boscotrecase, Ercolano, Ottaviano, Torre Annunziata, Torre del Greco.

## Demografia
| Variação demográfica do município entre 1861 e 2011                               |
|                                                                                   |
| Fonte: Istituto Nazionale di Statistica (ISTAT) - Elaboração gráfica da Wikipedia |